# 鯰田站

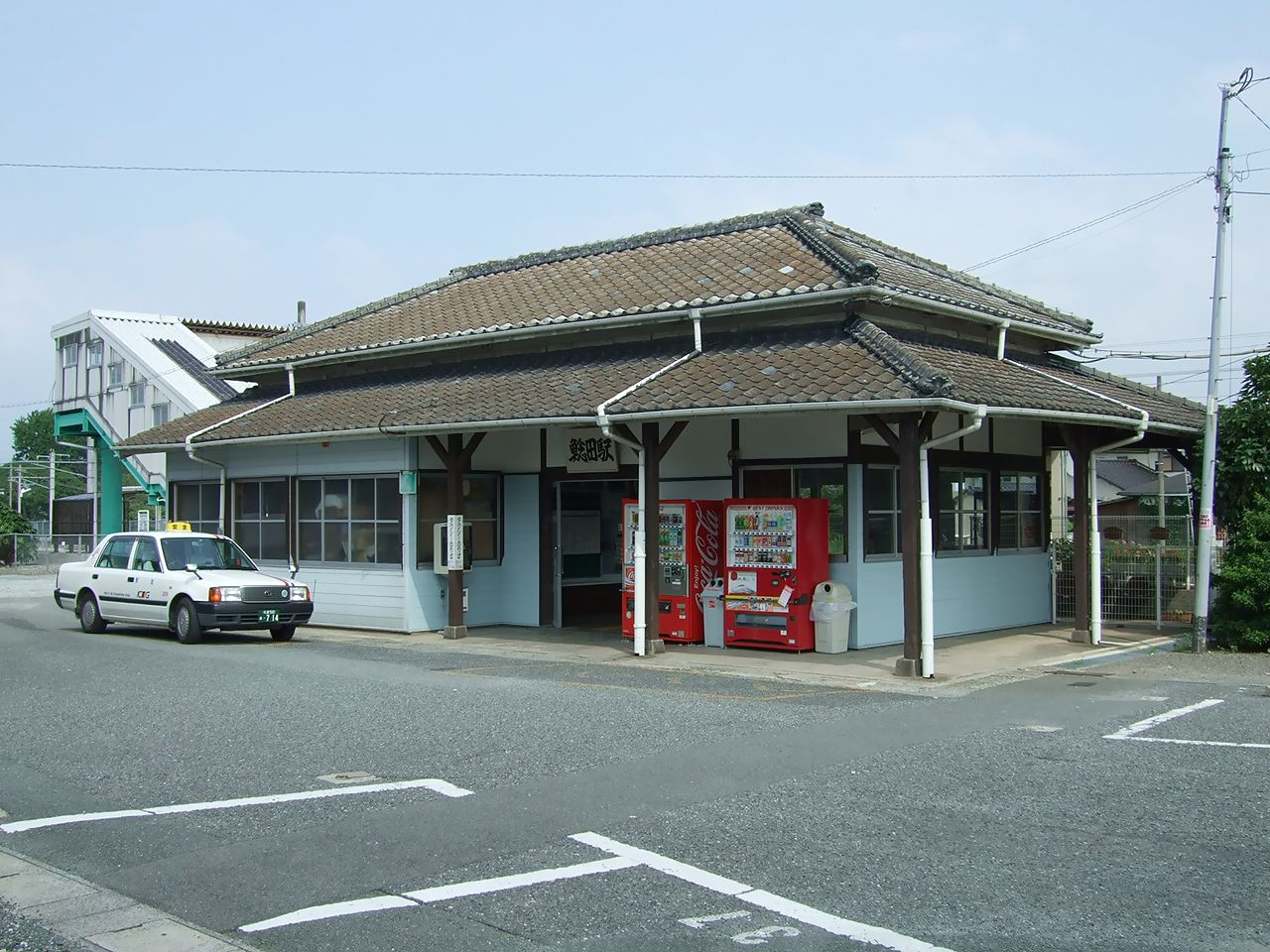
舊車站大樓（2009年8月2日）

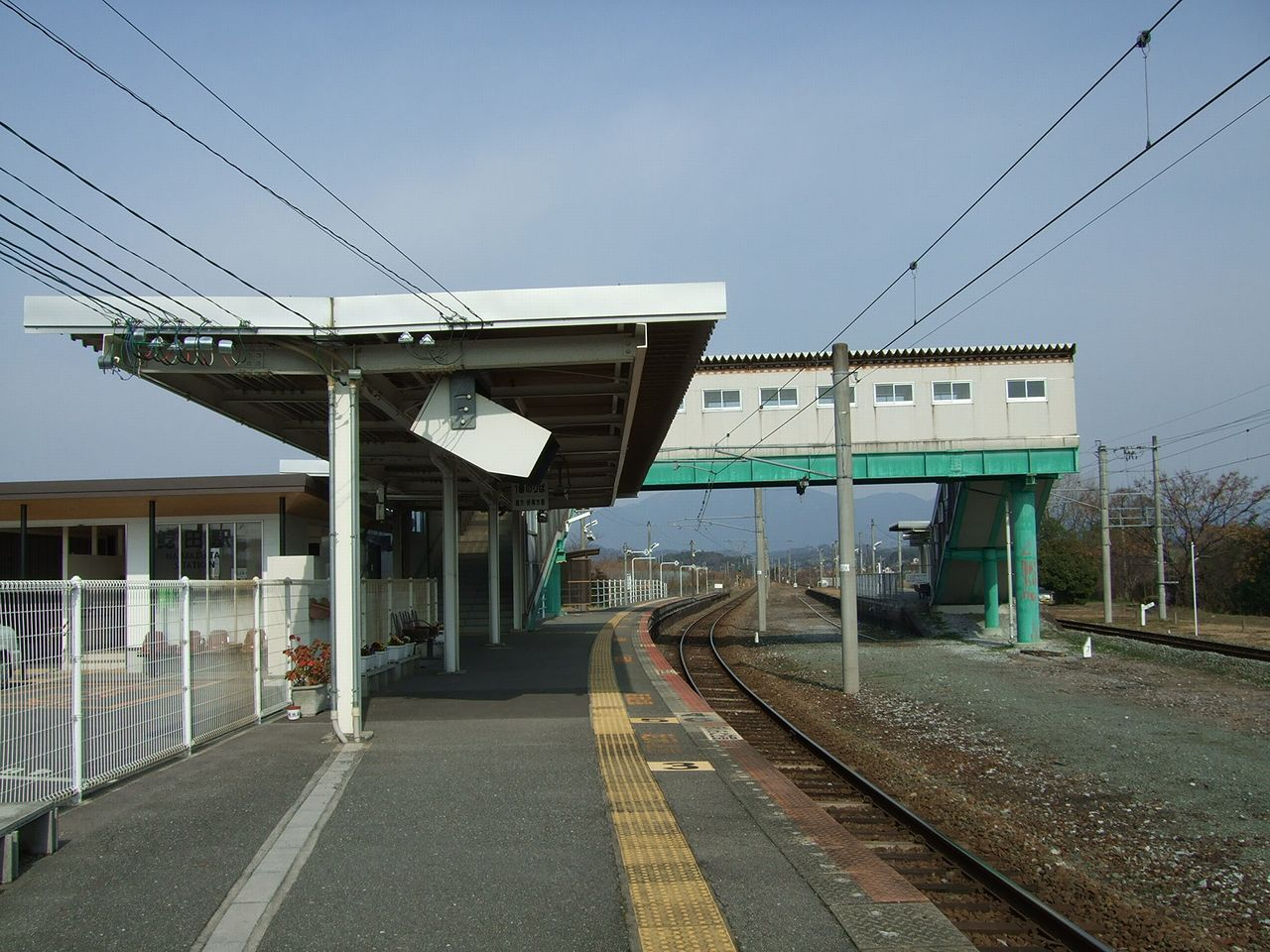
站內。後方路軌前往若松方向

鯰田站（日语：／ Namazuta eki */?）是位於福岡縣飯塚市鯰田809番，九州旅客鐵道（JR九州）的筑豐本線（福北豐線）車站。車站編號為JC16。曾經此站設有前往三菱礦業（現時：三菱物料）鯰田炭礦引込線。

## 歷史
- 1893年（明治26年）7月3日 - 筑豐興業鐵道（日语：筑豊興業鉄道）（在1894年公司改名為筑豐鐵道（日语：筑豊鉄道））小竹站至飯塚站之間開通，此站啟用[1][2]。
- 1897年（明治30年）10月1日 - 筑豐鐵道被九州鐵道（第一代）收購[4]。
- 1907年（明治40年）6月1日 - 九州鐵道（第一代）被國有化，成為帝國鐵道廳車站[5]。
- 1987年（昭和62年）4月1日 - 伴隨國鐵分割民營化，車站由九州旅客鐵道（JR九州）營運[6][7]。
- 2009年（平成21年）3月1日 - 此站可以使用IC卡「SUGOCA」[8]。
- 2013年（平成25年）2月25日 - 新車站大樓開始營業[9]。
- 2015年（平成27年）3月14日 - 成為無人車站[3]。

## 車站構造
車站是一座地面車站，設有2面2線的單式月台。從前此站設有國鐵式2面3線月台，後來2號月台已經撤走。現時2號月台在當時為3號月台。車站大樓與月台之間設有跨線橋連接。此站設有簡易型自動售票機。
此站可使用SUGOCA，但是不能購買SUGOCA，只可為SUGOCA增值。

### 月台
| 月台 | 路線     | 上下行 | 方向             |
| ---- | -------- | ------ | ---------------- |
| 1    | 福北豐線 | 上行   | 直方、折尾方向   |
| 2    | 福北豐線 | 下行   | 新飯塚、博多方向 |

## 使用狀況
在2018年度的1日平均乘車人次為367人，在JR九州車站中排名210位。
| 乘車人次變化 | 乘車人次變化 |
| 年度         | 1日平均人次  |
| ------------ | ------------ |
| 2007年       | 373          |
| 2008年       | 367          |
| 2009年       | 359          |
| 2010年       | 370          |
| 2011年       | 385          |
| 2012年       | 397          |
| 2013年       | 403          |
| 2014年       | 416          |
| 2015年       | 411          |
| 2016年       | 389          |
| 2017年       | 393          |
| 2018年       | 367          |

## 車站周邊
車站位於飯塚市北部鯰田地周的一角。在站前設有遠賀川，該川與筑豐本線並行。於川對面岸設有國道200號。在車站後方設有市政廳出張所、小學、郵局和住宅區。
- 飯塚市政廳鯰田出張所
- 鯰田本町公民館
- 飯塚市立鯰田保育所
- 飯塚市立鯰田小學
- 嬰兒本鋪（日语：赤ちゃん本舗）飯塚店
- 食彩館　鯰田店
- 福岡縣道421號鯰田停車場有井線

## 巴士路線
- 「鯰田站」巴士站 - 距離車站約100米處
  - 飯塚市社區巴士（日语：飯塚市コミュニティバス）（宮若、飯塚線）
    - 川島橋 → 飯塚裁判所 → 新飯塚站 → 吉原町
    - 幸袋交流中心 → 庄司本村 → 千石峽入口 → 宮田

現時站前沒有西鐵巴士巴士站。最近的西鐵巴士（西鐵巴士筑豐）巴士站是在跨越遠賀川，於國道200號上「鯰田渡」巴士站，距離此站700米。另外，在此站西南方約600米處（筑豐本線沿線）設有「世尊寺」巴士站，在東南方約500米處設有「鯰田小學校」巴士站。
另外，飯塚市社區巴士穎田・飯塚線「川食鯰田店前」巴士站距離此站400米處。

## 相鄰車站
九州旅客鐵道（JR九州）
 福北豐線（筑豐本線）
■快速、■普通
小竹（JC17）－鯰田（JC16）－浦田（JC15）

## 注腳
1. 1 2 3 4 5 6 7 8 9  . 週刊JR全駅・全車両基地 (朝日新聞出版). 2012-09-23, (07): 22 （日语）.
2. 1 2  弓削信夫. . 葦書房. 1993-10-15: 152. ISBN 4751205293 （日语）.
3. 1 2  小原擁(2015年3月7日). “JR九州:無人化、新たに20駅発表”. 毎日新聞 (毎日新聞社)
4. ↑  . 週刊JR全駅・全車両基地 (朝日新聞出版). 2012-09-23, (07): 30–31 （日语）.
5. ↑  廣岡治哉 『近代日本交通史 明治維新から第二次大戦まで』 法政大學出版局，1987年4月15日。ISBN 978-4588600173
6. ↑  『交通年鑑 昭和63年版』 交通協力會，1988年3月。
7. ↑  今村都南雄 『民営化の效果と現実NTTとJR』 中央法規出版，1997年8月。ISBN 978-4805840863
8. ↑  . 交通新聞 (交通新聞社). 2009-03-03: 1 （日语）.
9. ↑  (2013年2月25日)、“ＪＲ鯰田駅：旧駅舎に感謝の獅子舞　来月取り壊しで住民ら奉納”、地方版／福岡 p.23、毎日新聞 (毎日新聞社)
10. ↑  SUGOCA 利用可能エリア （页面存档备份，存于）（日語） 九州旅客鐵道，截至平成28年3月26日（2016年10月5日參閲）。
11. 1 2   (PDF). 九州旅客鉄道.   [2019-08-05]. （原始内容存档 (PDF)于2019-12-06） （日语）.
12. ↑   (PDF). 九州旅客鉄道.   [2019-03-10]. （原始内容 (PDF)存档于2018-07-17） （日语）.

## 外部連結
- 鯰田（車站資訊） - 九州旅客鐵道（日語）